# Torino Calcio 1995-1996
Questa voce raccoglie le informazioni riguardanti il Torino Calcio nelle competizioni ufficiali della stagione 1995-1996.

## Stagione
Orfana di un Andrea Silenzi apripista della tradizione calcistica italiana in Premier League, la squadra granata soffrì uno stentato avvio nel campionato 1995-96: il netto rovescio subìto nel derby torinese del 3 dicembre 1995 — con la disfatta peraltro macchiata dalle offese che i supporter rivolsero alla memoria dell'ex bianconero Andrea Fortunato — provocò l'esonero di Sonetti, con Franco Scoglio a succedergli in panchina.
I lievi progressi conosciuti dopo l'avvicendamento tecnico risultarono vanificati dal girone di ritorno, nel quale i sabaudi ottennero 12 punti contro i 17 dell'andata: pur affidandosi a Lido Vieri per le battute conclusive del torneo, la compagine piemontese salutò aritmeticamente la massima divisione col terzultimo posto in graduatoria.

## Divise e sponsor
Nel 1995-1996, il Torino ebbe come sponsor tecnico Lotto, mentre lo sponsor principale fu SDA.
| Casa | Trasferta | Terza divisa |

## Società
- Presidente:
  - Gianmarco Calleri
- Segretario generale:
  - Federico Bonetto
- Direttore sportivo:
  - Giorgio Vitali
- Addetto Stampa:
  - Gabriele Chiuminatto

- Allenatore:
  - Nedo Sonetti
  - Franco Scoglio[1]
  - Lido Vieri[2]

## Rosa
| N. |                    | Ruolo | Calciatore           |
| -- | ------------------ | ----- | -------------------- |
| 1  | Italia (bandiera)  | P     | Enzo Biato           |
| 2  | Francia (bandiera) | D     | Jocelyn Angloma      |
| 3  | Italia (bandiera)  | D     | Mauro Milanese       |
| 4  | Italia (bandiera)  | D     | Giulio Falcone       |
| 5  | Italia (bandiera)  | D     | Roberto Bacci        |
| 6  | Italia (bandiera)  | D     | Roberto Maltagliati  |
| 7  | Italia (bandiera)  | A     | Ruggiero Rizzitelli  |
| 8  | Italia (bandiera)  | C     | Francesco Cozza      |
| 9  | Turchia (bandiera) | A     | Hakan Şükür          |
| 10 | Ghana (bandiera)   | C     | Abedi Pelé           |
| 11 | Italia (bandiera)  | C     | Paolo Cristallini    |
| 12 | Italia (bandiera)  | P     | Domenico Doardo      |
| 13 | Italia (bandiera)  | D     | Alessandro Dal Canto |
| 14 | Italia (bandiera)  | D     | Sean Sogliano        |
| 15 | Italia (bandiera)  | D     | Fabio Moro           |
| 16 | Italia (bandiera)  | C     | Antonino Bernardini  |
| 17 | Italia (bandiera)  | C     | Michele Marcolini    |

| N. |                    | Ruolo | Calciatore           |
| -- | ------------------ | ----- | -------------------- |
| 18 | Italia (bandiera)  | C     | Valeriano Fiorin     |
| 19 | Italia (bandiera)  | D     | Moreno Longo         |
| 20 | Italia (bandiera)  | A     | Davide Dionigi       |
| 21 | Italia (bandiera)  | C     | Felice Foglia        |
| 22 | Italia (bandiera)  | P     | Alessandro Casciano  |
| 23 | Italia (bandiera)  | C     | Vincenzo Sommese     |
| 24 | Italia (bandiera)  | D     | Roberto Cravero      |
| 25 | Italia (bandiera)  | D     | Luca Mezzano         |
| 26 | Italia (bandiera)  | A     | Alberto Bernardi     |
| 27 | Croazia (bandiera) | A     | Veldin Karić         |
| 28 | Italia (bandiera)  | C     | Giuseppe Minaudo     |
| 29 | Camerun (bandiera) | C     | Augustine Simo       |
| 30 | Italia (bandiera)  | P     | Massimiliano Caniato |
|    | Italia (bandiera)  | D     | Stefano Mercuri      |
|    | Italia (bandiera)  | D     | Massimiliano Rindone |
|    | Italia (bandiera)  | C     | Marco Andreotti      |
|    | Italia (bandiera)  | C     | Daniele Di Donato    |

## Calciomercato

### Sessione estiva
| Acquisti | Acquisti             | Acquisti    | Acquisti      |
| R.       | Nome                 | da          | Modalità      |
| -------- | -------------------- | ----------- | ------------- |
| P        | Enzo Biato           | Cesena      | definitivo    |
| P        | Domenico Doardo      | Ravenna     | fine prestito |
| D        | Roberto Bacci        | Lazio       | definitivo    |
| D        | Alessandro Dal Canto | Vicenza     | definitivo    |
| D        | Giuseppe Geraldi     | Sciacca     | fine prestito |
| D        | Mauro Milanese       | Cremonese   | definitivo    |
| D        | Fabio Moro           | Ravenna     | definitivo    |
| C        | Francesco Cozza      | Vicenza     | definitivo    |
| C        | Valeriano Fiorin     | Palermo     | definitivo    |
| C        | Michele Marcolini    | Sora        | riscatto      |
| A        | Davide Dionigi       | Como        | definitivo    |
| A        | Hakan Şükür          | Galatasaray | definitivo    |

| Cessioni | Cessioni            | Cessioni          | Cessioni      |
| R.       | Nome                | a                 | Modalità      |
| -------- | ------------------- | ----------------- | ------------- |
| P        | Luca Pastine        | Genoa             | definitivo    |
| P        | Antonino Piazza     | Fasano            | definitivo    |
| P        | Luigi Simoni        | Piacenza          | definitivo    |
| D        | Jean-Pierre Cyprien | Rennes            | definitivo    |
| D        | Giuseppe Geraldi    | Nola              | prestito      |
| D        | Roberto Lorenzini   | Milan             | definitivo    |
| D        | Luca Pellegrini     |                   | fine carriera |
| D        | Gianluca Pessotto   | Juventus          | definitivo    |
| D        | Stefano Torrisi     | Bologna           | definitivo    |
| C        | Mauro Briano        | Gualdo            | definitivo    |
| C        | Michele Marcolini   | Sora              | definitivo    |
| C        | Marco Osio          | Palmeiras         | definitivo    |
| C        | Giuseppe Scienza    | Venezia           | definitivo    |
| C        | Marco Sinigaglia    | Chievo            | definitivo    |
| A        | Marcão              | Mogi Mirim        | definitivo    |
| A        | Davide Possanzini   | Lecco             | prestito      |
| A        | Andrea Silenzi      | Nottingham Forest | definitivo    |

### Sessione invernale
| Acquisti | Acquisti             | Acquisti    | Acquisti   |
| R.       | Nome                 | da          | Modalità   |
| -------- | -------------------- | ----------- | ---------- |
| P        | Massimiliano Caniato | Udinese     | prestito   |
| D        | Roberto Cravero      | Lazio       | definitivo |
| C        | Giuseppe Minaudo     | Atalanta    | definitivo |
| C        | Augustine Simo       | Aigle Royal | definitivo |
| A        | Veldin Karić         | Marsonia    | definitivo |

| Cessioni | Cessioni         | Cessioni    | Cessioni   |
| R.       | Nome             | a           | Modalità   |
| -------- | ---------------- | ----------- | ---------- |
| C        | Francesco Cozza  | Lucchese    | definitivo |
| C        | Valeriano Fiorin | Venezia     | prestito   |
| A        | Hakan Şükür      | Galatasaray | definitivo |

## Risultati

### Serie A

#### Girone di andata
| Arbitro: | Boggi (Salerno) |

|                    |           |  |
| Banchelli 58’, 60’ | Marcatori |  |

| Arbitro: | Tombolini (Ancona) |

|                                                        |           |            |
| Ricci 23’ (aut.) Hakan Şükür 67’ Rizzitelli 87’ (rig.) | Marcatori | 43’ Protti |

| Arbitro: | Bolognino (Milano) |

|           |           |                |
| Kreek 36’ | Marcatori | 14’ Bernardini |

| Arbitro: | Messina (Bergamo) |

|                |           |             |
| Rizzitelli 60’ | Marcatori | 56’ Maniero |

| Arbitro: | Beschin (Legnago) |

|                                                               |           |  |
| Roberto Carlos 10’ Ganz 35’ (rig.), 53’ (rig.) Delvecchio 45’ | Marcatori |  |

| Arbitro: | Bazzoli (Merano) |

|                                   |           |                         |
| Abedi Pelé 16’ Cervone 27’ (aut.) | Marcatori | 36’ Branca 41’ Cappioli |

| Arbitro: | Treossi (Forlì) |

|                     |           |  |
| Bierhoff 73’ (rig.) | Marcatori |  |

| Arbitro: | Quartuccio (Torre Annunziata) |

|                     |           |  |
| G. Lopez 61’ (aut.) | Marcatori |  |

| Torino 5 novembre 1995, ore 14:30 UTC+1 9ª giornata | Torino             | 0 – 0 referto | Napoli | Stadio delle Alpi (22.740 spett.)\| Arbitro: \| Stafoggia (Pesaro) \| |
| Arbitro:                                            | Stafoggia (Pesaro) |               |        |                                                                       |

| Arbitro: | Rodomonti (Teramo) |

|                 |           |  |
| Darío Silva 38’ | Marcatori |  |

| Arbitro: | Cardona (Reggio Calabria) |

|  |           |               |
|  | Marcatori | 25’ Fortunato |

| Arbitro: | Nicchi (Arezzo) |

|                                                      |           |  |
| Vialli 3’, 43’, 26’ Ferrara 47’ Ravanelli 68’ (rig.) | Marcatori |  |

| Arbitro: | Collina (Viareggio) |

|                                                          |           |                 |
| Rizzitelli 33’ (rig.), 45’ Abedi Pelé 79’ Bernardini 84’ | Marcatori | 60’, 90’ Caccia |

| Arbitro: | Tombolini (Ancona) |

|           |           |                      |
| Boban 11’ | Marcatori | 5’ (rig.) Rizzitelli |

| Arbitro: | Pellegrino (Barcellona Pozzo di Gotto) |

|                  |           |                |
| Giandebiaggi 69’ | Marcatori | 80’ Abedi Pelé |

| Arbitro: | Cesari (Genova) |

|                         |           |                           |
| Dionigi 33’ Angloma 79’ | Marcatori | 27’ Sensini 66’ D. Baggio |

| Arbitro: | Bettin (Padova) |

|              |           |                |
| Iannuzzi 93’ | Marcatori | 80’ Rizzitelli |

#### Girone di ritorno
| Arbitro: | Rodomonti (Teramo) |

|  |           |                                  |
|  | Marcatori | 58’, 90’ Batistuta 69’ Banchelli |

| Arbitro: | Ceccarini (Livorno) |

|                            |           |                         |
| K. Andersson 9’ Protti 26’ | Marcatori | 8’ Rizzitelli 71’ Karic |

| Arbitro: | Bolognino (Milano) |

|                            |           |  |
| Rizzitelli 11’ Angloma 60’ | Marcatori |  |

| Arbitro: | Collina (Viareggio) |

|             |           |  |
| Mancini 63’ | Marcatori |  |

| Arbitro: | Braschi (Prato) |

|  |           |            |
|  | Marcatori | 15’ Branca |

| Arbitro: | Messina (Bergamo) |

|             |           |  |
| Statuto 16’ | Marcatori |  |

| Arbitro: | Pellegrino (Barcellona Pozzo di Gotto) |

|                                   |           |  |
| Rizzitelli 36’ (rig.) Mezzano 55’ | Marcatori |  |

| Arbitro: | Cesari (Genova) |

|               |           |            |
| Otero 3’, 88’ | Marcatori | 9’ Angloma |

| Arbitro: | Braschi (Prato) |

|                |           |  |
| Boghossian 30’ | Marcatori |  |

| Arbitro: | Boggi (Salerno) |

|                       |           |                     |
| Rizzitelli 20’ (rig.) | Marcatori | 12’ (rig.) Oliveira |

| Arbitro: | Bazzoli (Merano) |

|                   |           |  |
| Morfeo 73’ (rig.) | Marcatori |  |

| Arbitro: | Ceccarini (Livorno) |

|                |           |                                |
| Rizzitelli 32’ | Marcatori | 48’ (aut.) Sogliano 65’ Vialli |

| Arbitro: | Boggi (Salerno) |

|            |           |  |
| Piovani 1’ | Marcatori |  |

| Arbitro: | Borriello (Mantova) |

|                        |           |             |
| Cristallini 79’ (rig.) | Marcatori | 62’ Maldini |

| Arbitro: | Messina (Bergamo) |

|             |           |  |
| Mezzano 40’ | Marcatori |  |

| Arbitro: | De Santis (Tivoli) |

|          |           |  |
| Zola 36’ | Marcatori |  |

| Arbitro: | Nicchi (Arezzo) |

|  |           |                      |
|  | Marcatori | 1’ Boksic 9’ Signori |

### Coppa Italia
| Arbitro: | Racalbuto (Gallarate) |

|                         |           |             |
| De Min 13’ Clementi 88’ | Marcatori | 38’ Dionigi |

## Statistiche
Statistiche aggiornate al 12 maggio 1996.

### Statistiche di squadra
| Competizione | Punti | In casa | In casa | In casa | In casa | In casa | In casa | In trasferta | In trasferta | In trasferta | In trasferta | In trasferta | In trasferta | Totale | Totale | Totale | Totale | Totale | Totale | DR  |
| Competizione | Punti | G       | V       | N       | P       | Gf      | Gs      | G            | V            | N            | P            | Gf           | Gs           | G      | V      | N      | P      | Gf     | Gs     | DR  |
| ------------ | ----- | ------- | ------- | ------- | ------- | ------- | ------- | ------------ | ------------ | ------------ | ------------ | ------------ | ------------ | ------ | ------ | ------ | ------ | ------ | ------ | --- |
| Serie A      | 29    | 17      | 6       | 6       | 5       | 21      | 19      | 17           | 0            | 5            | 12           | 7            | 27           | 34     | 6      | 11     | 17     | 28     | 46     | −18 |
| Coppa Italia | -     | 0       | 0       | 0       | 0       | 0       | 0       | 1            | 0            | 0            | 1            | 1            | 2            | 1      | 0      | 0      | 1      | 1      | 2      | −1  |
| Totale       | -     | 17      | 6       | 6       | 5       | 21      | 19      | 18           | 0            | 5            | 13           | 8            | 29           | 35     | 6      | 11     | 18     | 29     | 48     | −19 |

### Statistiche dei giocatori
| Giocatore      | Serie A  | Serie A | Serie A     | Serie A    | Coppa Italia | Coppa Italia | Coppa Italia | Coppa Italia | Totale   | Totale | Totale      | Totale     |
| Giocatore      | Presenze | Reti    | Ammonizioni | Espulsioni | Presenze     | Reti         | Ammonizioni  | Espulsioni   | Presenze | Reti   | Ammonizioni | Espulsioni |
| -------------- | -------- | ------- | ----------- | ---------- | ------------ | ------------ | ------------ | ------------ | -------- | ------ | ----------- | ---------- |
| Abédi Pelé     | 17       | 3       | ?           | ?          | 1            | 0            | ?            | ?            | 18       | 3      | ?           | ?          |
| J. Angloma     | 31       | 3       | ?           | ?          | 1            | 0            | ?            | ?            | 32       | 3      | ?           | ?          |
| R. Bacci       | 28       | 0       | ?           | ?          | 1            | 0            | ?            | ?            | 29       | 0      | ?           | ?          |
| A. Bernardi    | 4        | 0       | ?           | ?          | 0            | 0            | 0            | 0            | 4        | 0      | 0+          | 0+         |
| A. Bernardini  | 23       | 2       | ?           | ?          | 1            | 0            | ?            | ?            | 24       | 2      | ?           | ?          |
| E. Biato       | 14       | −14     | ?           | ?          | 0            | -0           | 0            | 0            | 14       | 0      | 0+          | 0+         |
| M. Caniato     | 15       | −18     | ?           | ?          | -            | -            | -            | -            | 15       | 0      | 0+          | 0+         |
| F. Cozza       | 0        | 0       | 0           | 0          | 1            | 0            | ?            | ?            | 1        | 0      | 0+          | 0+         |
| R. Cravero     | 20       | 0       | ?           | ?          | 0            | 0            | 0            | 0            | 20       | 0      | 0+          | 0+         |
| P. Cristallini | 25       | 1       | ?           | ?          | 0            | 0            | 0            | 0            | 25       | 1      | 0+          | 0+         |
| A. Dal Canto   | 16       | 0       | ?           | ?          | 1            | 0            | ?            | ?            | 17       | 0      | ?           | ?          |
| D. Dionigi     | 22       | 1       | ?           | ?          | 1            | 1            | ?            | ?            | 23       | 2      | ?           | ?          |
| D. Doardo      | 8        | −14     | ?           | ?          | 1            | −2           | ?            | ?            | 9        | 0      | ?           | ?          |
| G. Falcone     | 31       | 0       | ?           | ?          | 1            | 0            | ?            | ?            | 32       | 0      | ?           | ?          |
| V. Fiorin      | 1        | 0       | ?           | ?          | 1            | 0            | ?            | ?            | 2        | 0      | ?           | ?          |
| F. Foglia      | 2        | 0       | ?           | ?          | 0            | 0            | 0            | 0            | 2        | 0      | 0+          | 0+         |
| V. Karic       | 23       | 1       | ?           | ?          | -            | -            | -            | -            | 23       | 1      | 0+          | 0+         |
| M. Longo       | 11       | 0       | ?           | ?          | 0            | 0            | 0            | 0            | 11       | 0      | 0+          | 0+         |
| R. Maltagliati | 34       | 0       | ?           | ?          | 0            | 0            | 0            | 0            | 34       | 0      | 0+          | 0+         |
| L. Mezzano     | 11       | 2       | ?           | ?          | 0            | 0            | 0            | 0            | 11       | 2      | 0+          | 0+         |
| M. Milanese    | 31       | 0       | ?           | ?          | 1            | 0            | ?            | ?            | 32       | 0      | ?           | ?          |
| G. Minaudo     | 13       | 0       | ?           | ?          | -            | -            | -            | -            | 13       | 0      | 0+          | 0+         |
| F. Moro        | 8        | 0       | ?           | ?          | 1            | 0            | ?            | ?            | 9        | 0      | ?           | ?          |
| R. Rizzitelli  | 28       | 11      | ?           | ?          | 1            | 0            | ?            | ?            | 29       | 11     | ?           | ?          |
| A. Simo        | 6        | 0       | ?           | ?          | -            | -            | -            | -            | 6        | 0      | 0+          | 0+         |
| S. Sogliano    | 13       | 0       | ?           | ?          | 1            | 0            | ?            | ?            | 14       | 0      | ?           | ?          |
| V. Sommese     | 5        | 0       | ?           | ?          | 0            | 0            | 0            | 0            | 5        | 0      | 0+          | 0+         |
| H. Şükür       | 5        | 1       | ?           | ?          | 0            | 0            | 0            | 0            | 5        | 1      | 0+          | 0+         |

## Giovanili

### Piazzamenti
- Primavera:
  - Campionato: 7º nel girone A di qualificazione.
  - Coppa Italia: finalista.
  - Torneo di Viareggio: quarti di finale.
- Berretti:
  - Campionato:
- Allievi nazionali:
  - Torneo Città di Arco: 2º posto